# Ntop
Ntop (Network TOP) est un outil libre de supervision réseau. C'est une application qui produit des informations sur le trafic d'un réseau en temps réel (comme pourrait le faire la commande top avec les processus).
Il capture et analyse les trames d'une interface donnée, et permet d'observer une majeure partie des caractéristiques du trafic (entrant et sortant) et accepte pour cela, notamment deux modes de fonctionnement: Une interface web et un mode interactif.
Ntop est développé par Luca Deri. La version courante est la 4.1.0. C'est une application portable sur la plupart des plates-formes Unix : Linux (Debian, RedHat, Slackware, SuSe), IRIX, Solaris (i386 et SPARC), HP-UX 11.X, FreeBSD 3.X, AIX 4.1, et Windows 95/98/NT (Luca Deri a développé une libpcap pour Win32).
Il s'appuie sur la bibliothèque nommée "libpcap" pour effectuer les captures de trames (bibliothèque de capture portable du domaine public pour les systèmes Unix).